# Bolsterstone

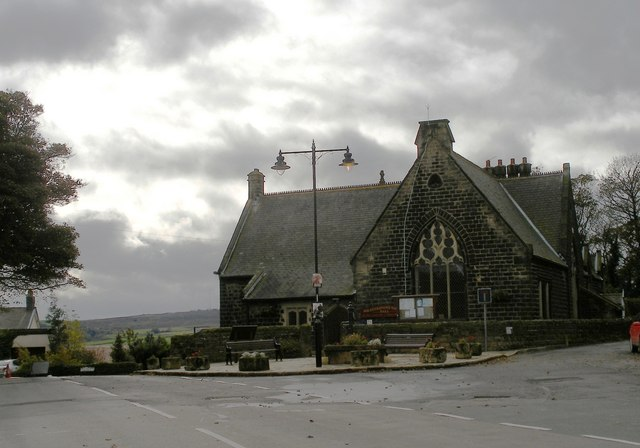
Gemeentehuis van Bolsterstone, 2008

Bolsterstone is een dorp nabij Stocksbridge, een stadje in Groot-Sheffield in het graafschap South Yorkshire, gelegen op 13 kilometer ten noordwesten van het stadscentrum. Dit dorpje ligt op een heuvel aan de rand van het Peak District, ongeveer 300 meter boven zeeniveau, en heeft een geschiedenis die tot Angelsaksische tijden teruggaat.

## Ligging
Stocksbridge is een town in het noordwesten van Sheffield, met een zekere mate van zelfbestuur. Tot deze town behoort naast Bolsterstone ook het dorp Deepcar. Bolsterstone bevindt zich ten zuidwesten van Stocksbridge; ten zuidwesten van Bolsterstone ligt Ewden, een gehucht aan het stuwmeer More Hall Reservoir, dat in de 21ste eeuw grotendeels verlaten is. Centraal in het dorp staan de St Mary’s Church en de enige pub, The Castle Inn. Er is een busverbinding met Stocksbridge, die verzorgd wordt door Tates Travel.

## Geschiedenis

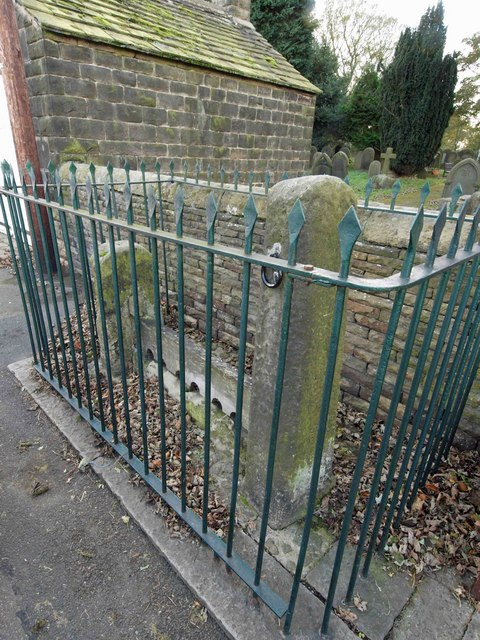
Schandpaal van Bolsterstone

De herkomst van de naam Bolsterstone is onduidelijk; mogelijkerwijze is het een verbastering van de naam Walder. Op het plaatselijke kerkhof liggen twee oude stenen, die de Bolster stones genoemd worden. Bolsterstone is ouder dan zowel Stocksbridge als Deepcar. Het dorp lag op een handelsroute voor zout tussen Yorkshire en Cheshire. Toen de earl van Shrewsbury in de 16de eeuw over het gebied regeerde, bevond zich mogelijk een landhuis in Bolsterstone; dat zou de referentie aan een oud ‘kasteel’ in Bolsterstone verklaren. De dorpskerk was in de 18de eeuw gevaarlijk bouwvallig geworden en werd in 1795 herbouwd. Deze kerk werd op haar beurt in 1879 door een moderner gebouw vervangen. Vóór het gebouw staat een oude schandpaal.
Het voormalige dorpsschooltje werd anno 1686 als de Free School gesticht en fuseerde in 1886 met de Church School. Deze school sloot in 1992 de deuren. Het gebouw werd tot privéwoningen omgebouwd.
Sinds 2005 worden in Bolsterstone archeologische opgravingen verricht in een poging om het ‘kasteel’ terug te vinden. Deze werkzaamheden werden door het erfgoedfonds van de Britse loterij gefinancierd. Tot dusverre zijn restanten van keukens en nutsruimten aan de oppervlakte gekomen.